# ام‌اس‌سی سابرینا
ام‌اس‌سی سابرینا (به انگلیسی: MSC Sabrina) یک کشتی است که طول آن ۲۴۳ متر (۷۹۷ فوت) می‌باشد.